# Diocesi di Dusa
La diocesi di Dusa (in latino: Dioecesis Dusensis) è una sede soppressa e sede titolare della Chiesa cattolica.

## Storia
Dusa, nell'odierna Algeria, è un'antica sede episcopale della provincia romana di Numidia.
La sede è conosciuta solo per la presenza del vescovo Bebiano, donatista, alla conferenza di Cartagine nel 411, che vide riuniti assieme i vescovi cattolici e donatisti dell'Africa.
Dal 1925 Dusa è annoverata tra le sedi vescovili titolari della Chiesa cattolica; dal 24 maggio 2014 il vescovo titolare è Franco Agnesi, vescovo ausiliare di Milano.

## Cronotassi dei vescovi
- Bebiano † (menzionato nel 411)

## Cronotassi dei vescovi titolari
- Adrien-Joseph Larribeau, M.E.P. † (23 dicembre 1926 - 10 marzo 1962 nominato vescovo di Daejeon)
- Manuel Romero Arvizu, O.F.M. † (24 maggio 1962 - 15 febbraio 1978 dimesso)
- Norbert Jules François Calmels, O.Praem. † (22 marzo 1978 - 24 marzo 1985 deceduto)
- Roger Louis Kaffer † (25 aprile 1985 - 28 maggio 2009 deceduto)
- Giovanni D'Ercole, F.D.P. (14 novembre 2009 - 12 aprile 2014 nominato vescovo di Ascoli Piceno)
- Franco Agnesi, dal 24 maggio 2014